# Osteria delle Dame

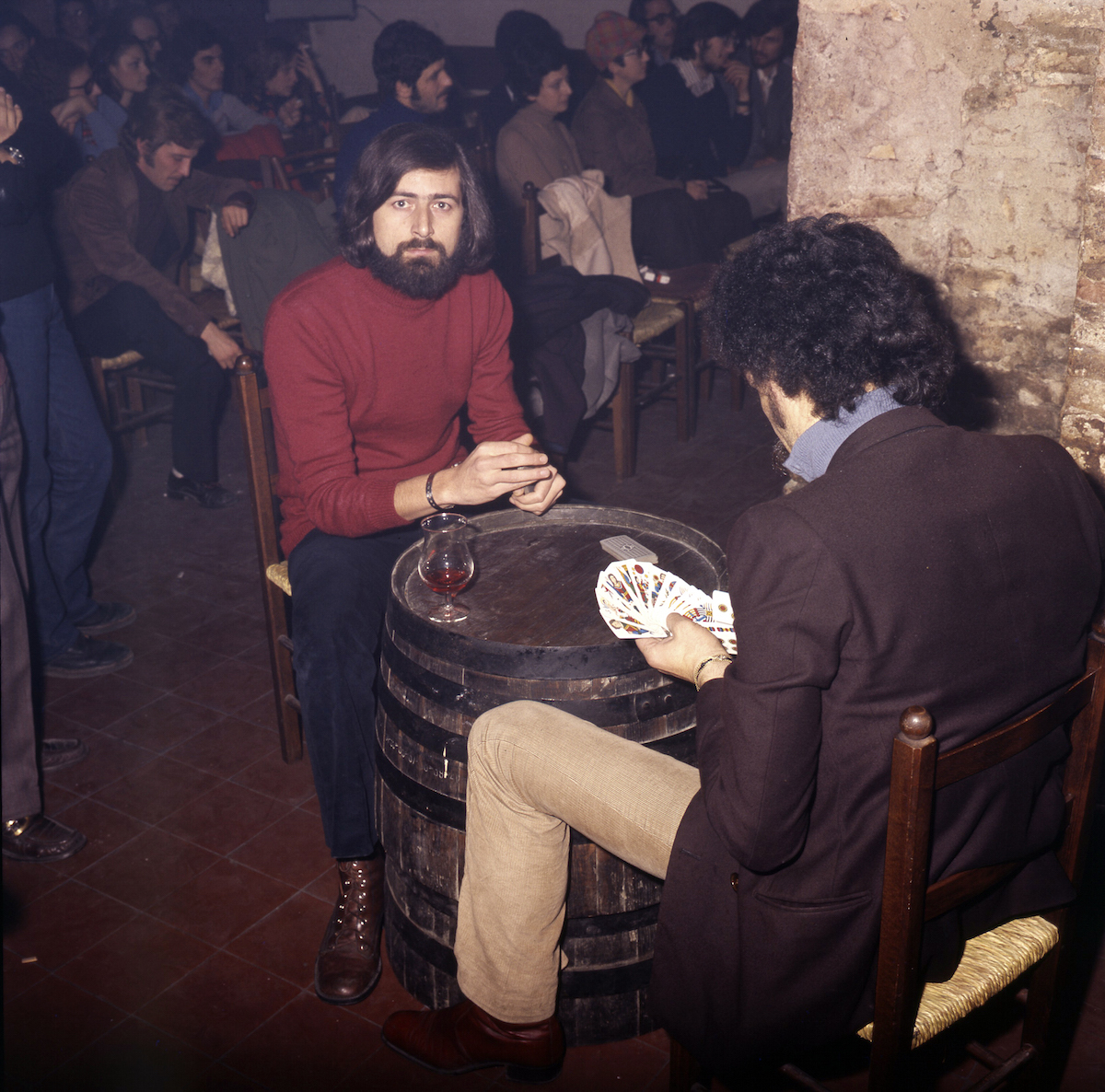
Guccini, impegnato in una partita a carte all'Osteria delle Dame (1972)

L'Osteria delle Dame è un locale di Bologna fondato dal frate domenicano Michele Casali e Francesco Guccini nei pressi del torresotto di via Castiglione in un'antica cantina (e forse bordello). È stata attiva dal 1970 al 1985. Nell'ottobre 2017 ne è stata annunciata la riapertura.
Il locale, grazie a Guccini e alla cantante statunitense Deborah Kooperman, fu dedicato soprattutto alla musica folk e rock bolognese. Ospitò inoltre concerti di parecchi musicisti, fra i quali lo stesso Guccini, 
Lucio Dalla,  Deborah Kooperman, Francis Kuipers,  Claudio Lolli, Woody Shaw.
Vi si tennero anche spettacoli di cabaret (con "Gigi e Andrea", "I Balanzoni" e Giorgio Comaschi). Dal 1971 fu associato alle Dame anche il Circolo fotografico bolognese, fondato nel 1896, che organizzò negli spazi dell'osteria alcune esposizioni.
Nell'ottobre 2017 viene annunciata la riapertura dell'osteria, contestualmente alla presentazione dell'album L'Ostaria delle dame con la presenza di Francesco Guccini, tornato nel locale dopo svariati anni per l'occasione.

## Registrazioni
Sono stati registrati all'Osteria delle Dame i seguenti dischi o brani:
- Opera buffa di Francesco Guccini.
- La versione di Messico e nuvole inserita in Paolo Conte Live di Paolo Conte.
- The Time Is Right di Woody Shaw.[6]
- L'Ostaria delle dame di Francesco Guccini